# باشگاه فوتبال فولام
باشگاه فوتبال فولام یا باشگاه فوتبال فولهام (به انگلیسی: Fulham F.C.) یکی از باشگاه‌های فوتبال در انگلیس است.
این باشگاه در سال ۱۸۷۹ میلادی تأسیس گردیده و ورزشگاه اختصاصی آن ورزشگاه کریون کاتج می‌باشد.

## بازیکنان ایرانی
- آندرانیک تیموریان
- اشکان دژاگه

## افتخارات
جام حذفی انگلستان:
۱۹۷۴-۱۹۷۵ نایب قهرمان
لیگ اروپا:
نایب قهرمان: ۲۰۱۰-۲۰۰۹
جام اینترتوتو
قهرمان: ۲۰۰۲

## نصب مجسمهٔ مایکل جکسون
در ۱۴ فروردین ۱۳۹۰ مجسمهٔ مایکل جکسون هنرمند فقید و مشهور آمریکایی توسط محمد الفاید، رئیس باشگاه، در ورزشگاه «کراون کاتج» پرده برداری شد. اما نصب این مجسمه نارضایتی برخی از هواداران باشگاه فولهام را به دنبال داشت. آن‌ها مدعی بودند که مایکل جکسون هیچ گونه ارتباطی با فوتبال نداشت. اما الفاید به دلیل دوستی نزدیک خود با جکسون به طرفداران مخالف گفت: «بروند به درک!»
الفاید گفت که: «مایکل یک نابغهٔ واقعی بود. وقتی روی صحنه بود، هیچ‌کس از او چشم برنمی‌داشت. او نبوغ نادری داشت که هر ملتی را به تحسین وامی‌داشت. در هر کشوری در این دنیا، مردم از او الهام می‌گیرند. او چنان میراث موسیقایی گسترده‌ای بر جا گذاشته‌است که نفس را بند می‌آورد. استعدادی نوپا در کودکی که بدل به نبوغ و خلاقیتی در عصر ما گشت و هرگز تکرار نخواهد شد. از او پیروی خواهد شد اما جایگزین نخواهد شد. مایکل جکسون بی بدیل بوده و خواهد بود. طرفداران فوتبال عاشق این مجسمه هستند. اگر تعدادی احمق این را نمی‌فهمند و از چنین هدیه‌ای قدردانی نمی‌کنند، می‌توانند بروند به درک! نمی‌خواهم چنین افرادی طرفدار باشگاه باشند. اگر ارزشی برای باورهای من قائل نیستند، می‌توانند بروند برای چلسی یا هر تیم دیگری که می‌خواهند هورا بکشند. مردم برای دیدن این مجسمه از هر جای لندن می‌آیند و در صف می‌ایستند. این چیزی است که من و هر فرد دیگری باید به آن افتخار کنیم.»
جکسون یکبار در سال ۱۹۹۹ به عنوان مهمان مخصوص الفاید، به باشگاه فوتبال آمد و در کنار وی به تماشای بازی نشست. وقتی او با شال گردن و چتر مخصوص باشگاه به چمن سبز آمد، جمعیت هیجان زده به تشویق ایستادهٔ او پرداخت.